# Burghal Hidage

Un mapa de lugares nombrados en Burghal Hidage

El Burghal Hidage ( /ˈbɜːrɡəl_ˈhaɪdɪdʒ/) es un documento anglosajón que proporciona una lista de más de treinta lugares fortificados (burhs), la mayoría en el antiguo Reino de Wessex, y los impuestos (registrados como números de hides) asignados para su mantenimiento. El documento, llamado así por Frederic William Maitland en 1897, sobrevive en dos versiones de fecha medieval y moderna temprana. La versión A, hoy en la Biblioteca Cotton, sufrió graves daños en un incendio en Ashburnham House en 1731, pero el cuerpo del texto sobrevive en una transcripción realizada por el anticuario Laurence Nowell en 1562. La versión B sobrevive como una parte compuesta de siete manuscritos más, generalmente con el título De numero hydarum Anglie in Britannia. Hay varias discrepancias en las listas registradas en las dos versiones del documento: la versión A incluye referencias a Burpham, Wareham y Bridport pero omite Shaftesbury y Barnstaple que se enumeran en la versión B. La versión B también nombra a Worcester y Warwick en una lista adjunta.
El Burghal Hidage ofrece una imagen detallada de la red de burhs que Alfredo el Grande diseñó para defender su reino de las depredaciones de los invasores vikingos.

## Burhs y hides
Después de su victoria sobre los daneses en la batalla de Edington (878) y la salida de otro ejército vikingo de Fulham en 880, Alfredo el Grande se dispuso a construir un sistema de ciudades fortificadas o fuertes, conocidos como burhs, en respuesta a la amenaza vikinga. Estos burhs incluían antiguas ciudades romanas (donde se repararon muros de piedra y, a veces, se agregaron zanjas perimetrales), fuertes temporales y nuevas ciudades importantes.
En la primera mitad del siglo X, el hijo de Alfredo, Eduardo el Viejo, y sus sucesores hicieron de este tipo de construcción un elemento clave en sus campañas contra los vikingos, que habían tenido el control de gran parte del Danelaw. Esto culminó en la eventual creación de un reino unificado de Inglaterra.
En caso de ataques daneses, la provisión de ciudades fortificadas era un lugar de refugio para la población rural anglosajona que vivía dentro de un radio de 15 millas (24,1 km) de cada localidad. También proporcionaban centros de mercado regionales seguros y, desde alrededor de 973, los monederos volvieron a acuñar monedas cada seis o siete años en aproximadamente sesenta de los burhs.
En la Inglaterra anglosajona temprana, el hide se usaba como base para evaluar la cantidad de renta de alimentos adeudada por un área (conocida como feorm). Inicialmente, el tamaño del hide variaba según el valor y los recursos de la tierra misma. Con el tiempo, el hide se convirtió en la unidad sobre la que se evaluaba toda obligación pública; además de la renta de alimentos, la dotación y el mantenimiento de las paredes de un burh y la cantidad de geld a pagar se basaba en el hide. Los arrendatarios tenían una triple obligación relacionada con la tenencia de la tierra; las llamadas 'cargas comunes' del servicio militar, las obras en fortalezas y la reparación de puentes. Más tarde, se asignó al hide una superficie determinada y, en el libro de Domesday, el tamaño más común en uso fue de 120 acres (48,56 ha; 0,19 mi²) Sin embargo, algunas áreas como Dorset y Wiltshire utilizaron unidades basadas en 40 acres (16,19 ha; 0,06 mi²) a 48 acres (19,42 ha; 0,07 mi²).
En tiempos de guerra, se esperaba que cinco hides proporcionaran un soldado completamente armado al servicio del rey, y un hombre de cada hide debía proporcionar servicio de guarnición para los burhs y ayudar en su construcción inicial y mantenimiento. El mantenimiento continuo de los burhs, así como el servicio continuo de guarnición, probablemente también fue proporcionado por los habitantes de los nuevos burhs que fueron planeados por el rey como nuevas ciudades. De esta manera, las funciones económicas y militares de los burhs más grandes estaban estrechamente interrelacionadas. El hide también sirvió como unidad de evaluación fiscal para la recaudación de un impuesto, conocido como Danegeld, cuyo propósito original era recaudar dinero para sobornar a los vikingos que los asaltaban; sin embargo, después de que esa amenaza se retiró, se mantuvo como un impuesto territorial permanente.

## Orígenes del documento
El documento probablemente data de después de 914 durante el reinado del hijo de Alfredo, Eduardo el Viejo. Esto supone que se compiló como parte de los preparativos para la campaña de Eduardo el Viejo contra los daneses en 917. La lista identifica 30 burhs en Wessex, dos en Mercia y uno en Hwicce. La opinión de que Burghal Hidage data de principios del siglo X se basa en la inclusión de Buckingham y Oxford, dos asentamientos que estaban ubicados en Mercia, no en Wessex, y según la Crónica anglosajona, Buckingham fue creado como burh por Eduardo el Viejo en 918. La Crónica también informa que Eduardo el Viejo tomó posesión de Londres y Oxford en 910; el hecho de que Buckingham estuviera situado entre los dos también se habría incluido. Es posible que el Burghal Hideage se haya creado como un modelo de la forma en que los burhs estaban conectados con la ocultación, elaborado originalmente en Wessex y aplicado a la situación en Mercia en ese momento. Esta vista recibida ahora ha sido cuestionada desde dos direcciones – desde la perspectiva de las estrategias implicadas, y una nueva interpretación de la acuñación del rey Alfredo.

## Contexto político y militar
Durante mucho tiempo se ha reconocido que el sistema de burhs registrado en Burghal Hidage fue creación del rey Alfredo, y la opinión recibida es que estaban en su lugar en el momento de las segundas invasiones vikingas en la década de 890 (basado en la evidencia en la Crónica anglosajona de la existencia de guarniciones en muchas de ellas por esta época), y que la mayoría de ellas fueron construidas en la década de 880. Sin embargo, el hecho de que casi la mitad del número de hides en el sistema se asignaron a burhs en la frontera norte de Wessex con Mercia sugiere un contexto para la creación de este sistema en el período en que Mercia estaba ocupada y controlada por los vikingos. Esta era la situación en el período de 874, cuando los vikingos en Repton instalaron a Ceolwulf II como rey de Mercia para reemplazar a Burgred. El contexto más probable por motivos estratégicos se encuentra en el corto período entre 877 y 879, cuando Mercia se dividió entre Ceolwulf y Guthrum. Por lo tanto, la creación de este sistema por parte del rey Alfredo puede verse mejor como una defensa en profundidad de Wessex contra una posible invasión de las fuerzas vikingas (como sucedió en el período 875-principios de 878) y como una ofensiva estratégica contra los vikingos. que controlaba Mercia y Londres en ese momento.
El trabajo sobre los patrones de acuñación de las monedas de la época ha demostrado que el rey Alfredo estuvo en control de Londres y el área circundante hasta alrededor de 877, exactamente el momento en que se registra que los vikingos dividieron Mercia y tomaron el control de su extensión oriental. A partir de entonces, las monedas acuñadas en Londres están solo a nombre del rey de Mercia, Ceolwulf. Después de su derrota decisiva de los vikingos en la batalla de Edington a principios de 878, Alfredo pudo volver a tomar la ofensiva. Su victoria debe haberle valido una gran aclamación. Es esta coyuntura la que parece el momento más apropiado para el inicio de la planificación y construcción del sistema de burhs registrado en Burghal Hidage. A lo largo de 878, los vikingos de Guthrum controlaban Mercia y, posiblemente, Londres, con su base en Cirencester. La creación de burhs en Oxford y Buckingham en este momento encaja con la probabilidad de que Alfredo pudiera recuperar el control de esta área que había ejercido antes de ser privado de ella como resultado de la partición vikinga de 877, y su ubicación demuestra que pudo iniciar una ofensiva estratégica contra los vikingos en el este de Mercia y Londres. La posición de Alfredo le permitió imponer un nivel de servicio militar obligatorio a la población de su reino para construir los burhs, actuar como guarniciones detrás de sus defensas y servir en su nuevo ejército. Según las cifras proporcionadas por el Burghal Hidage, se puede deducir el tamaño del ejército de reclutas de Alfredo: un hombre por hide equivaldría a 27.000 hombres, mientras que un hombre por 5 hides de tierra daría 5.500 hombres. La práctica de Alfredo era dividir su ejército de campo en dos o tres, por lo que con el apoyo adicional de las tropas de la casa real y las de la nobleza líder proporcionaría a Alfredo suficiente mano de obra para hacer frente a cualquier ataque vikingo.
La retirada de Guthrum y su séquito a Estanglia a finales de 879 y la retirada similar del ejército vikingo estacionado en Fulham, al oeste de Londres, de regreso al continente al mismo tiempo (ambos eventos registrados en la Crónica anglosajona), pueden ser visto como una respuesta táctica a la eficacia de la ofensiva estratégica planteada por la construcción del sistema Burghal. La ratificación de un límite mutuamente acordado al este de Londres, en el Tratado de Alfredo y Guthrum, entre el nuevo reino vikingo de Guthrum de Estanglia y el territorio recién ganado de Alfredo, se puede atribuir mejor a esta época. Estos desarrollos le dieron a Alfredo el control de Londres y su territorio circundante, que incluía una buena parte del Watling Street, de importancia estratégica, a medida que se acercaba a Londres. Esta interpretación está respaldada por la emisión en este momento de la moneda de celebración especial London Monogram de la Casa de la Moneda de Londres, ahora bajo el control de Alfredo, y por la emisión al mismo tiempo de monedas de Oxford y Gloucester en el sur de Mercia.
En Wessex, varios de los burhs que formaban parte del sistema registrado en Burghal Hidage, y que eran simplemente fortalezas en lugar de ciudades fortificadas, en muchos casos fueron reemplazados en una fecha posterior por fortalezas más grandes que eran ciudades fortificadas. La opinión recibida de la fecha de este proceso es que tuvo lugar en los años 920 o 930 durante el reinado del rey Athelstan. Más recientemente, se han dado argumentos que ubican estos cambios en el reinado de Alfredo, posiblemente en la década de 890 en respuesta a las nuevas invasiones vikingas. Se pueden ver ejemplos de este proceso en el reemplazo de Pilton por Barnstaple y Halwell por Totnes y Kingsbridge en Devon.

## Lista de burhs
Esta lista muestra los 33 burhs (con hidages) incluidos en uno o ambos grupos de manuscritos 'A' y 'B' según lo discutido por David Hill, en el orden en que aparecen en todos los documentos. Los burhs que probablemente se agregaron al grupo de documentos 'B' después de la época de Alfredo se muestran en negrita.
| Eorpeburnan                                  | 324  |
| Hastings                                     | 500  |
| Lewes                                        | 1300 |
| Burpham                                      | 720  |
| Chichester                                   | 1500 |
| Porchester                                   | 500  |
| Southampton                                  | 150  |
| Winchester                                   | 2400 |
| wilton                                       | 1400 |
| Chisbury                                     | 700  |
| Shaftesbury                                  | 700  |
| Twynam (ahora llamado Christchurch, Dorset ) | 470  |
| Warham                                       | 1600 |
| Bridport                                     | 760  |
| Éxeter                                       | 734  |
| Halwell                                      | 300  |
| Lydford                                      | 140  |
| Pilton                                       | 360  |
| Watchet                                      | 513  |
| Axbridge                                     | 400  |
| Lyng                                         | 100  |
| Langport                                     | 600  |
| Bath                                         | 1000 |
| Malmesbury                                   | 1200 |
| Cricklade                                    | 1500 |
| Oxford                                       | 1400 |
| Wallingford                                  | 2400 |
| Buckingham                                   | 1600 |
| Sashes                                       | 1000 |
| Eashing                                      | 600  |
| Southwark                                    | 1800 |
| Worcester                                    | 1200 |
| Warwick                                      | 2400 |

## Comparación de los manuscritos
El Burgal Hidage sobrevive en dos versiones de fecha medieval y moderna temprana. La versión A resultó gravemente dañada en un incendio en Ashburnham House en 1731, pero el cuerpo del texto sobrevive gracias a una transcripción realizada por el historiador Laurence Nowell en 1562. La versión B sobrevive como parte de otros siete manuscritos, generalmente con el título De numero hydarum Anglie in Britannia . Hay varias discrepancias en las listas registradas en las dos versiones del documento: La versión A incluye referencias a Burpham, Wareham y Bridport pero omite Shaftesbury y Barnstaple que se enumeran en la versión B. La versión B también nombra a Worcester y Warwick en una lista adjunta.
Ha habido algunos problemas con la transcripción de Nowell. Sin embargo, los eruditos modernos han comparado la transcripción de Nowell de otros manuscritos, donde los originales todavía están disponibles, lo que permite una imagen de las convenciones que solía construir Nowell. Este modelo se aplicó luego en la corrección de su transcripción del manuscrito Burghal Hidage A. Parece que Nowell no entendió la sutileza de la fonética del lenguaje escrito anglosajón y por lo tanto sustituiría, utilizando su conocimiento de la gramática isabelina, lo que vio como una letra equivalente, dando así a la palabra anglosajona un sonido y significado completamente diferente. Otros problemas incluyeron, por ejemplo, el uso de los escribas originales de una "a" abierta en inglés antiguo que Nowell copió incorrectamente como una "u".
Los textos de las versiones A y B son lo suficientemente similares como para mostrar que, en última instancia, se derivan de una única fuente. El historiador David Hill muestra cómo todas las recensiones pueden usarse para corregirse entre sí o al menos ayudarnos a entender cómo los errores, especialmente en los números ocultos, se transcribieron incorrectamente en el proceso de copiado. Hill argumenta que estos errores no son conflictos de hechos ni se derivan de listas diferentes, sino simplemente errores al copiar de una fuente común; es posible ver que esto se debió a que se estaban perdiendo líneas del texto.
Según su análisis, 'A' y 'B' fueron copiados del mismo arquetipo/s ya que concuerdan en el gran total (menos 1600 para Buckingham), pero difieren solo en sus oraciones/afirmaciones finales en cuanto a lo que demuestran las cifras, una fórmula para mano de obra o un total de hidage. Esto es importante porque evidentemente contradice cualquier propuesta de que las recensiones hayan agregado o sustraído burhs para reflejar burhs 'nuevos' o 'abandonados'. Es más probable que el arquetipo 'B' esté más cerca de la fuente última, que sería un documento de 'hacienda/tesorería'. 'A' se habría preparado a partir de él para realizar la función que Hill propone. Pero, seguramente la oración/afirmación final de 'B' “Y hasta Worcester 1200 hides. A Warwick cuatro y 2400 hides” que Hill propone como acerca de la organización propuesta de los nuevos 'condados' de Mercia en realidad, si significara tal, en realidad sería más congruente si se agregara a las fórmulas que siguen a 'A'.